# 诺维廖
诺维廖（義大利語：Noviglio），是意大利米兰省的一个市镇。总面积15平方公里，人口4386人，人口密度292.4人/平方公里（2009年）。国家统计（ISTAT）代码为015158。